# Boubker Slimani
Boubker Slimani (ar. بوبكر السليماني; ur. 3 czerwca 1952) – marokański judoka. Olimpijczyk z Monachium 1972, gdzie zajął dziewiętnaste miejsce w wadze średniej.

## Letnie Igrzyska Olimpijskie 1972
| Konkurencja | Eliminacje           | Klas. końcowa |
| Konkurencja | Przeciwnik I         | Miejsce       |
| ----------- | -------------------- | ------------- |
| 80 kg       | Lutz Lischka (AUT) P | 19.           |